# Metridium farcimen
Metridium farcimen är en havsanemonart som först beskrevs av Wilhelm Gottlieb von Tilesius von Tilenau 1809.  Metridium farcimen ingår i släktet Metridium och familjen Metridiidae. Inga underarter finns listade i Catalogue of Life.

## Bildgalleri

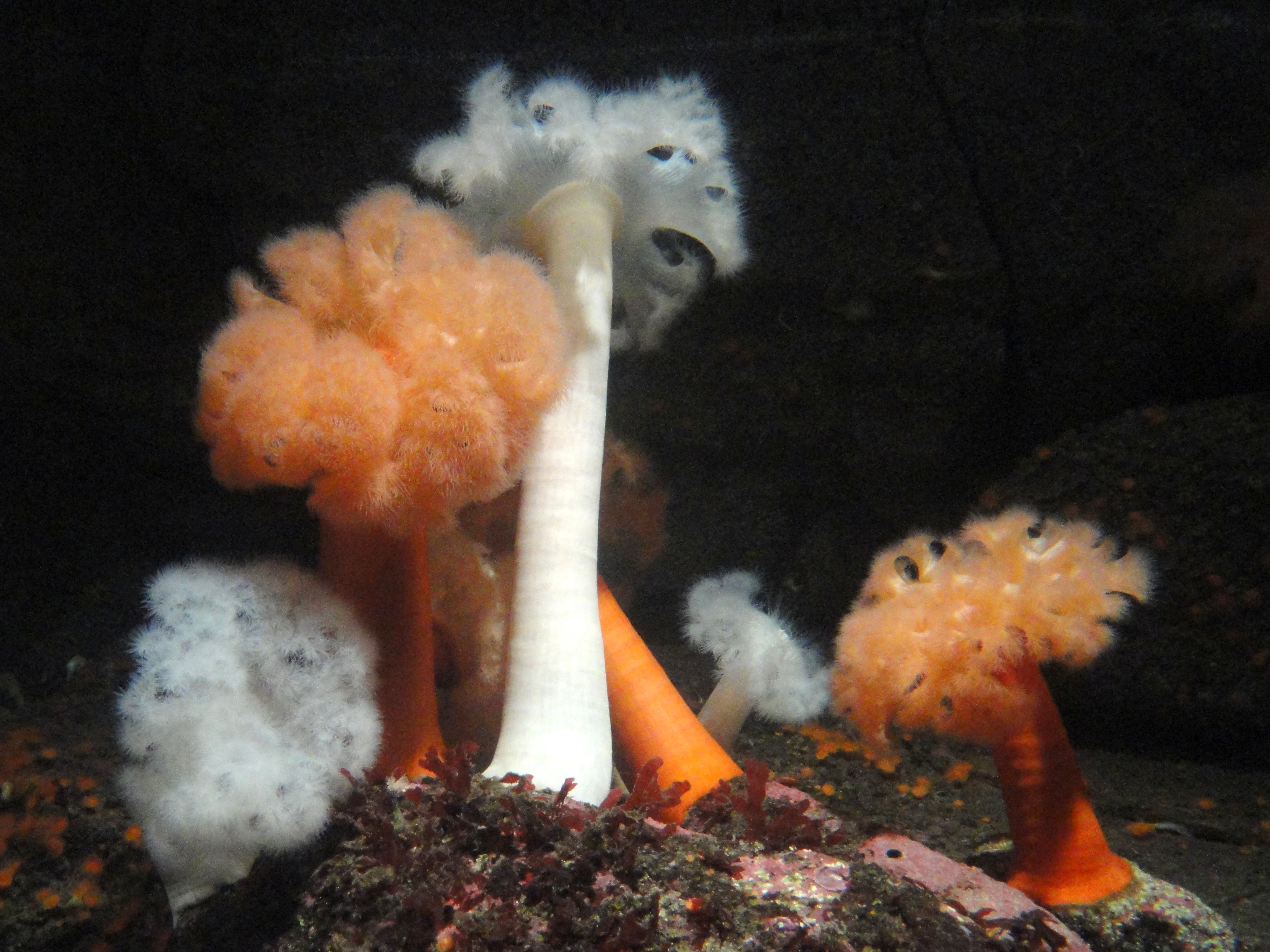
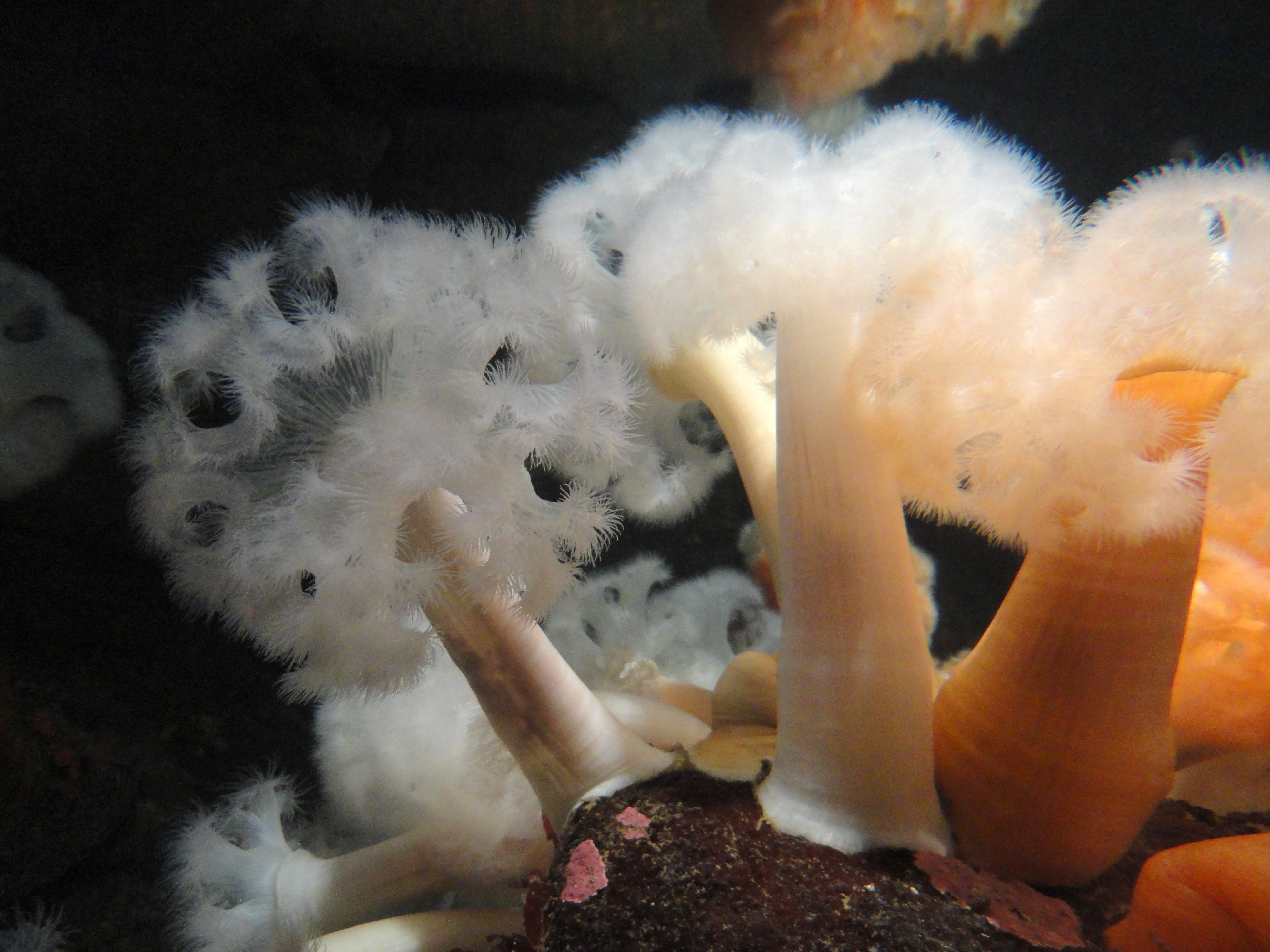
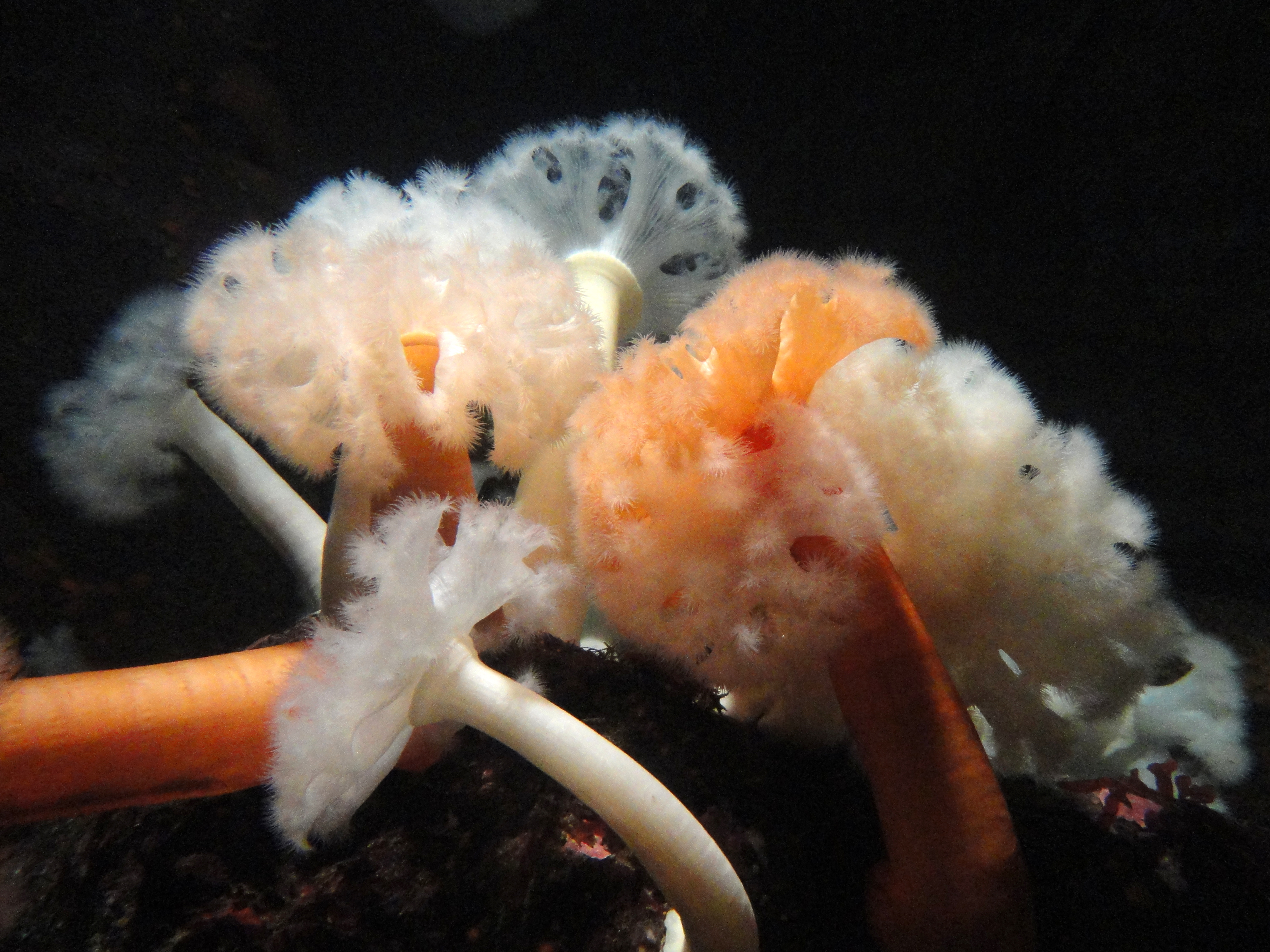